# Raión de Lenine
Raión de Lénine (en ucraniano: Ленінський район, en ruso: Ленинский район) es un raión o distrito de la República Autónoma de Crimea de Ucrania o República de Crimea, perteneciente a Rusia. Es una de las 25 regiones de esta República. Ocupa gran parte de la superficie de la península de Kerch en la parte oriental de la península de Crimea, además de la parte sur de la punta de tierra de Arabat. Es el área más grande de la región de Crimea. Bañada por las aguas del mar de Azov, en el norte, el mar Negro en el sur y el estrecho de Kerch, en el este. El centro administrativo del raión es la ciudad de Lénine.
Todo el territorio de la región es llano montañoso. Un gran atractivo natural interesante son los volcanes de lodo. El distrito cuenta con muchos monumentos de la antigua historia de Crimea asociados con el período del Reino del Bósforo, de la que todo el territorio de la península de Kerch fue una vez parte.

## División administrativa
Desde 2014, el distrito de Leninsky como formación municipal con el estatus de distrito municipal dentro de la República de Crimea de la Federación de Rusia incluye la ciudad de Shcholkine, 1 asentamiento urbano y 26 asentamientos rurales.

## Demografía
| Gráfica de evolución de Raión de Lenine entre 1939 y 2020 |
|                                                           |
| Demografía en Crimea                                      |

## Otros datos
El código KOATUU fue 122700000. El código postal 98200 o 298200, el prefijo telefónico +380 6557 o +7 36557.

## Galería

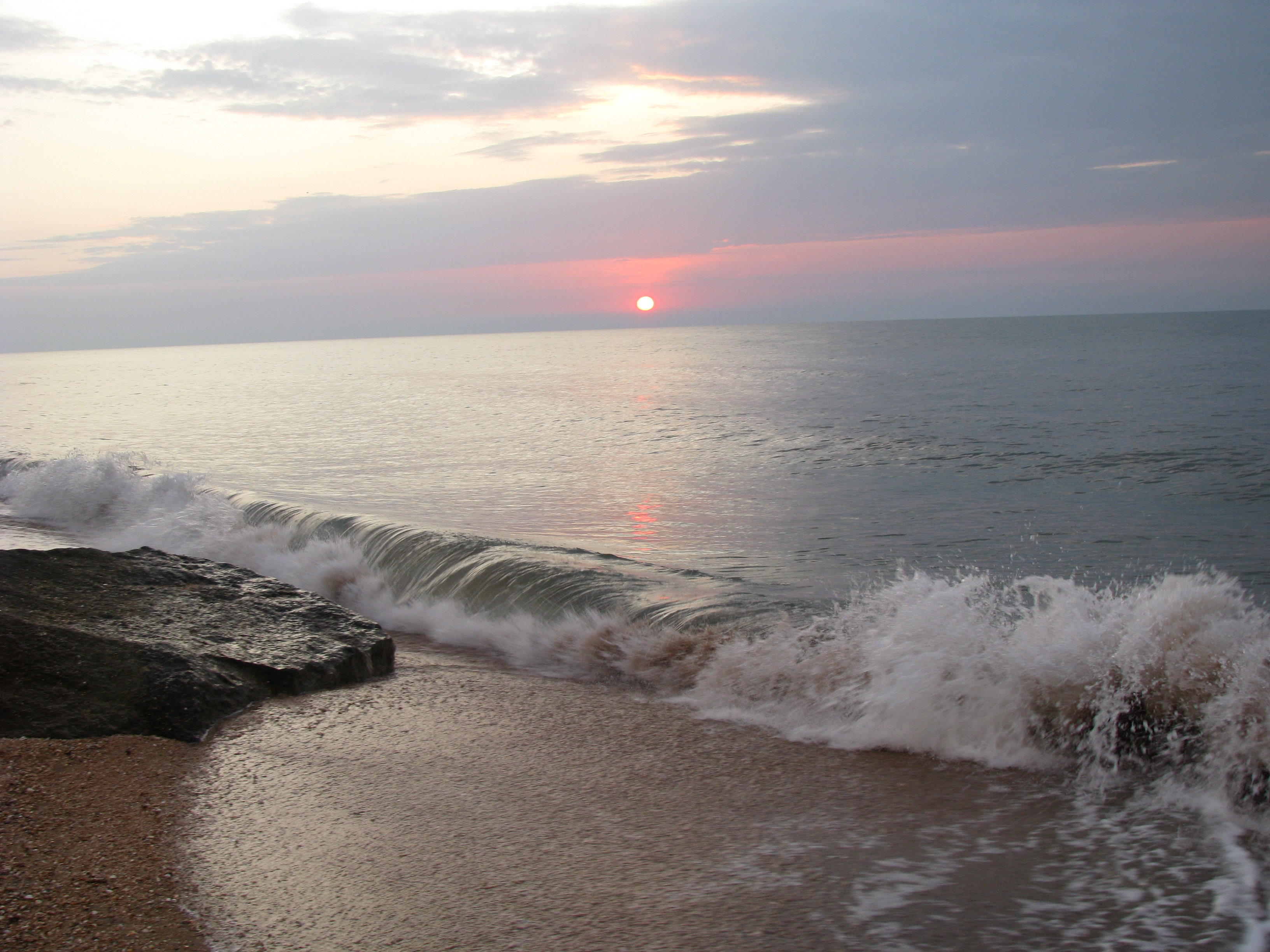
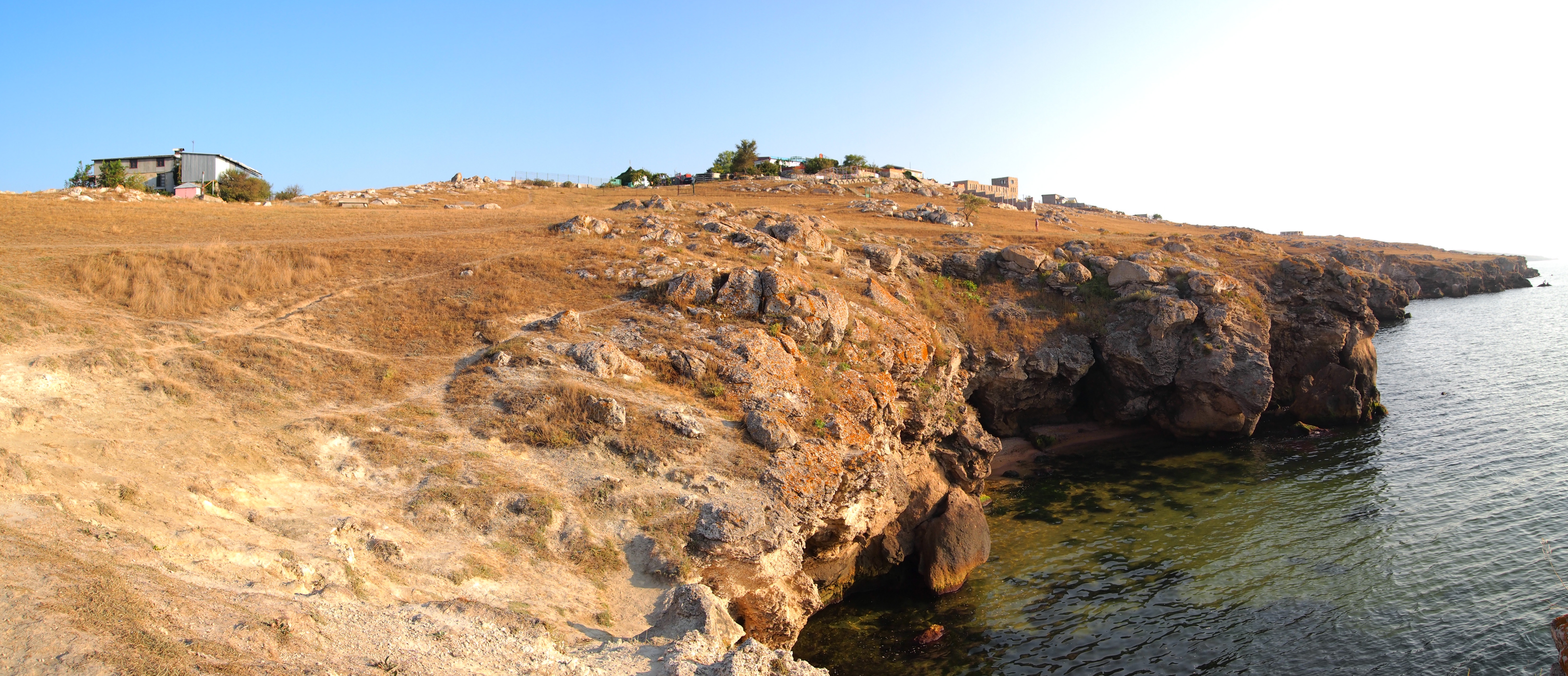
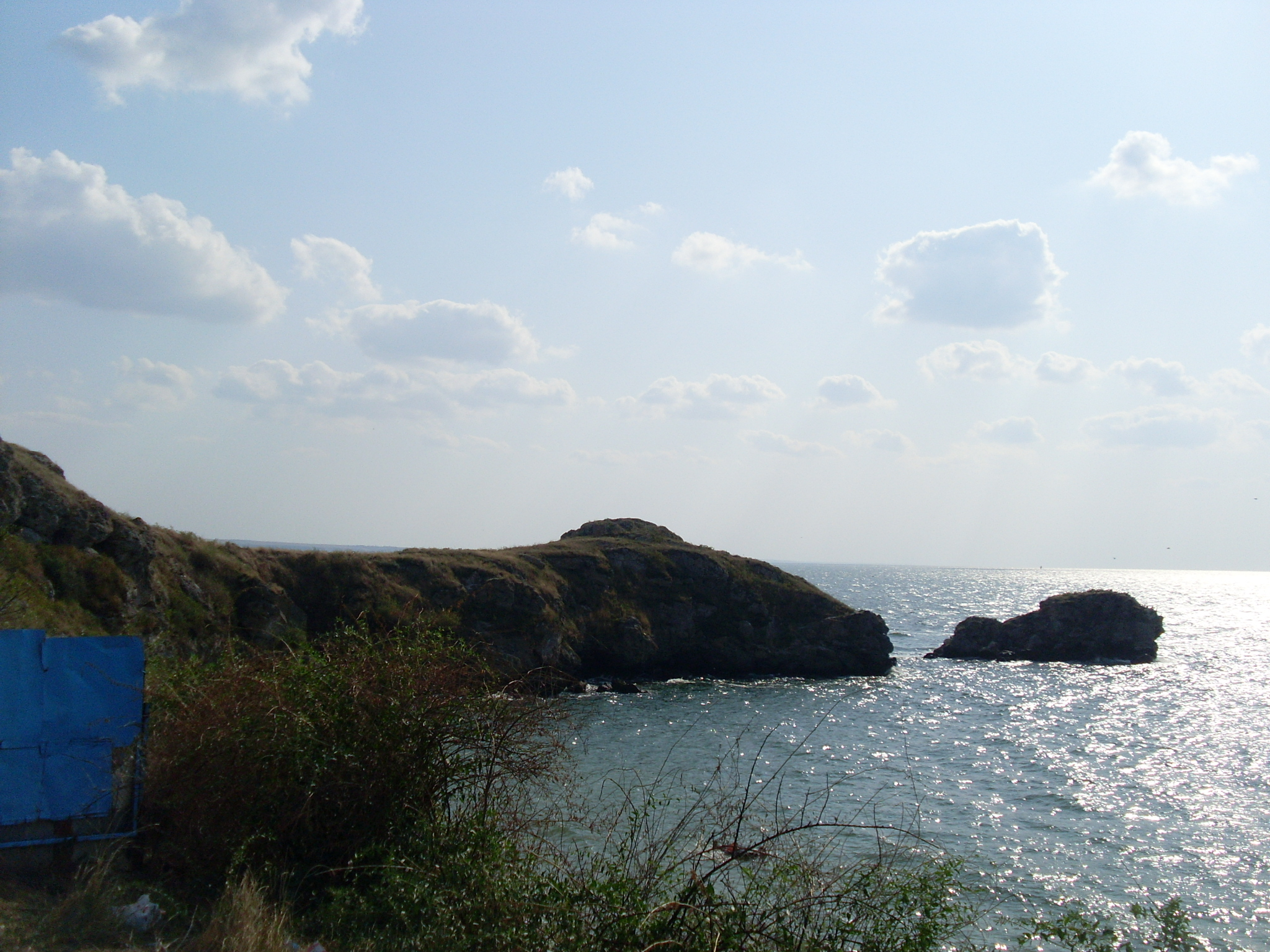
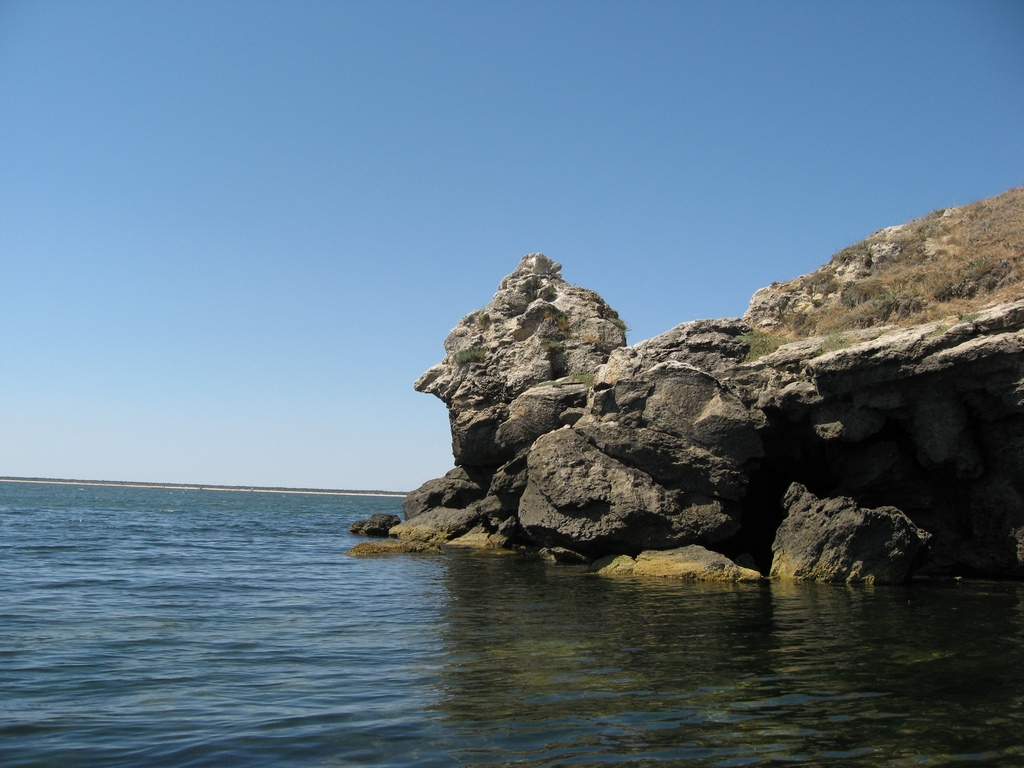